# Kanton Carros
Kanton Carros (fr. Canton de Carros) je francouzský kanton v departementu Alpes-Maritimes v regionu Provence-Alpes-Côte d'Azur. Tvoří ho tři obce.

## Obce kantonu
- Le Broc
- Carros
- Gattières